# Rodney Young
Pour les articles homonymes, voir Young.
Rodney Stuart Young, né le 1er août 1907 à Bernardsville (New Jersey) et mort le 25 octobre 1974 à Chester Springs (Pennsylvanie), est un archéologue américain du Proche-Orient. Il est connu pour ses fouilles de la ville de Gordion, capitale des anciens Phrygiens et associée au roi légendaire Midas.

## Biographie
Young obtient un BA en lettres classiques de l'Université de Princeton en 1929, puis une maîtrise de l'Université Columbia en 1932, écrite sous la direction de William Bell Dinsmoor. En 1940, Young obtient son doctorat en lettres classiques et en archéologie de l'Université de Princeton. Il fouille l'agora d'Athènes avant de devenir conservateur de la section méditerranéenne du musée d'archéologie et d'anthropologie de l'université de Pennsylvanie et professeur d'archéologie classique à l'université de Pennsylvanie en 1950, où il contribue à construire le programme d'études supérieures connu aujourd'hui sous le nom de Graduate Group in the Art and Archaeology of the Mediterranean World. Il est élu à l'Société américaine de philosophie en 1965. Au même moment, Young commence une série de nouvelles fouilles à Gordion et continue à en être le directeur jusqu'à sa mort en 1974. Son œuvre majeure sur les tumulus phrygiens, dont le célèbre « Tumulus Midas » ou Tumulus MM, est publiée à titre posthume. Après sa mort, la direction des fouilles passe finalement à son étudiant, G. Kenneth Sams, plus tard professeur d'archéologie classique à l'Université de Caroline du Nord à Chapel Hill. L'archéologue Theresa Howard Carter (en) travaille également sur ces fouilles.
Pendant la Seconde Guerre mondiale, Young se porte volontaire en Grèce comme ambulancier et est blessé sur le front de l'Épire. Il reçoit une étoile de bronze des États-Unis et la Croix de guerre de la Grèce pour son service.
Young est président de l'Institut archéologique américain de 1968 à 1972 et conférencier Charles Elliot Norton en 1968/1969. Ses recherches se concentrent sur l’archéologie, l’art et l’histoire grecque et phrygienne, le début de l'âge du fer et les premiers écrits. Young est décédé dans un accident de voiture près de son domicile à Chester Springs, en Pennsylvanie.